# St. Johannes Baptist (Altmühlmünster)

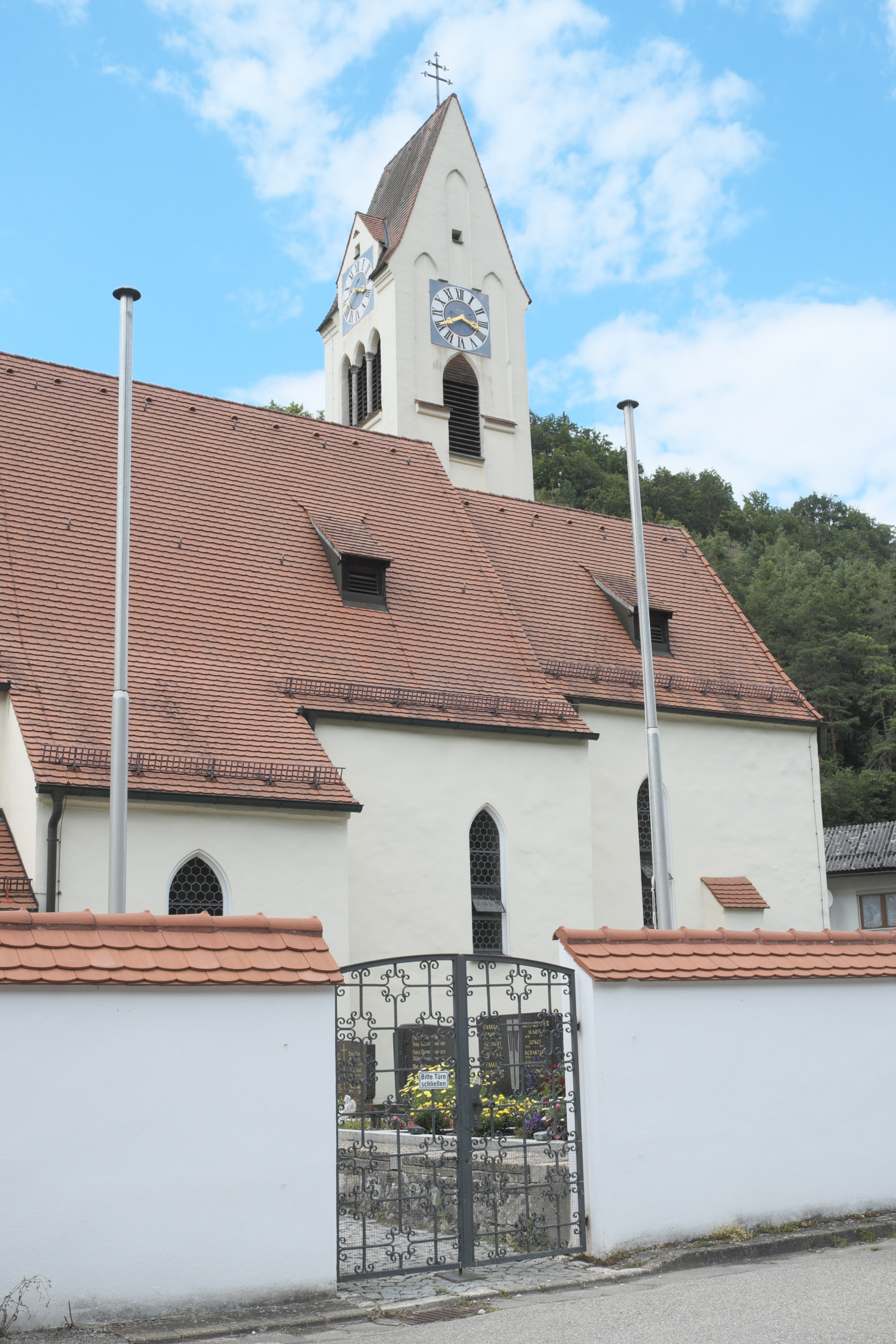
Pfarrkirche St. Johannes Baptist

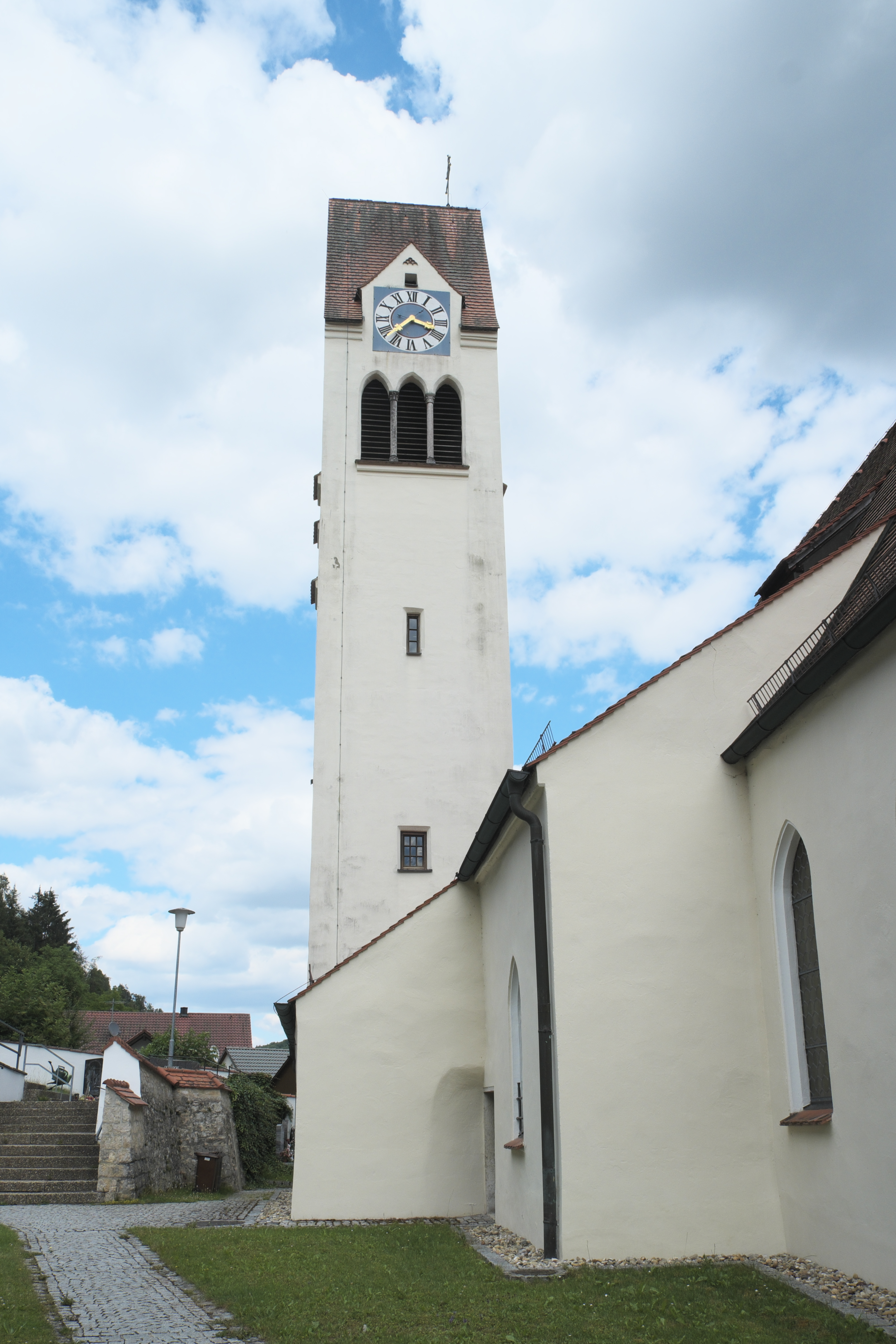
Neugotischer Glockenturm

Die katholische Pfarrkirche St. Johannes Baptist in Altmühlmünster, heute ein Ortsteil der Stadt Riedenburg im niederbayerischen Landkreis Kelheim, ist eine ehemalige Komtureikirche des Johanniterordens. Das Gebäude ist ein im Kern romanischer Saalbau mit einem spätgotischen Chor aus dem 15. Jahrhundert. In den Jahren 1911 bis 1913 wurde die Kirche nach Plänen des Architekten Heinrich Hauberrisser (1872–1945) nach Westen erweitert und der Turm im Stil der Neugotik errichtet. Die Kirche, die Johannes dem Täufer geweiht ist, gehört zu den geschützten Baudenkmälern in Bayern.

## Geschichte
Die heutige Pfarrkirche war ursprünglich die Ordenskirche des 1155 durch die Grafen Heinrich und Otto von Riedenburg gegründeten Klosters Altmühlmünster. Im Jahr 1558 wurde das Kloster zu einer Niederlassung des Templerordens und nach dessen Aufhebung im Jahr 1312 den Johannitern übergeben. Im Zuge der Säkularisation wurde die Komturei im Jahr 1808 aufgelöst und die Kirche als Pfarrkirche genutzt.

## Architektur

### Außenbau
Nördlich des Chors steht der hohe, neugotische Turm, dessen Satteldach von zwei Uhrengiebeln durchbrochen wird und in dessen Glockengeschoss dreifach gekuppelte Klangarkaden mit schlanken Säulen eingeschnitten sind. An der Nordseite des Langhauses schließt sich die Sakristei an, die wie der Chor und die beiden Langhauskapellen im 15. Jahrhundert errichtet wurde. Am Südportal, das in ein kreuzgratgewölbtes Vorzeichen integriert ist, sind zwei romanische Kämpfer erhalten, die mit Schachbrettornament, Taustab und Bogenfries verziert sind. 

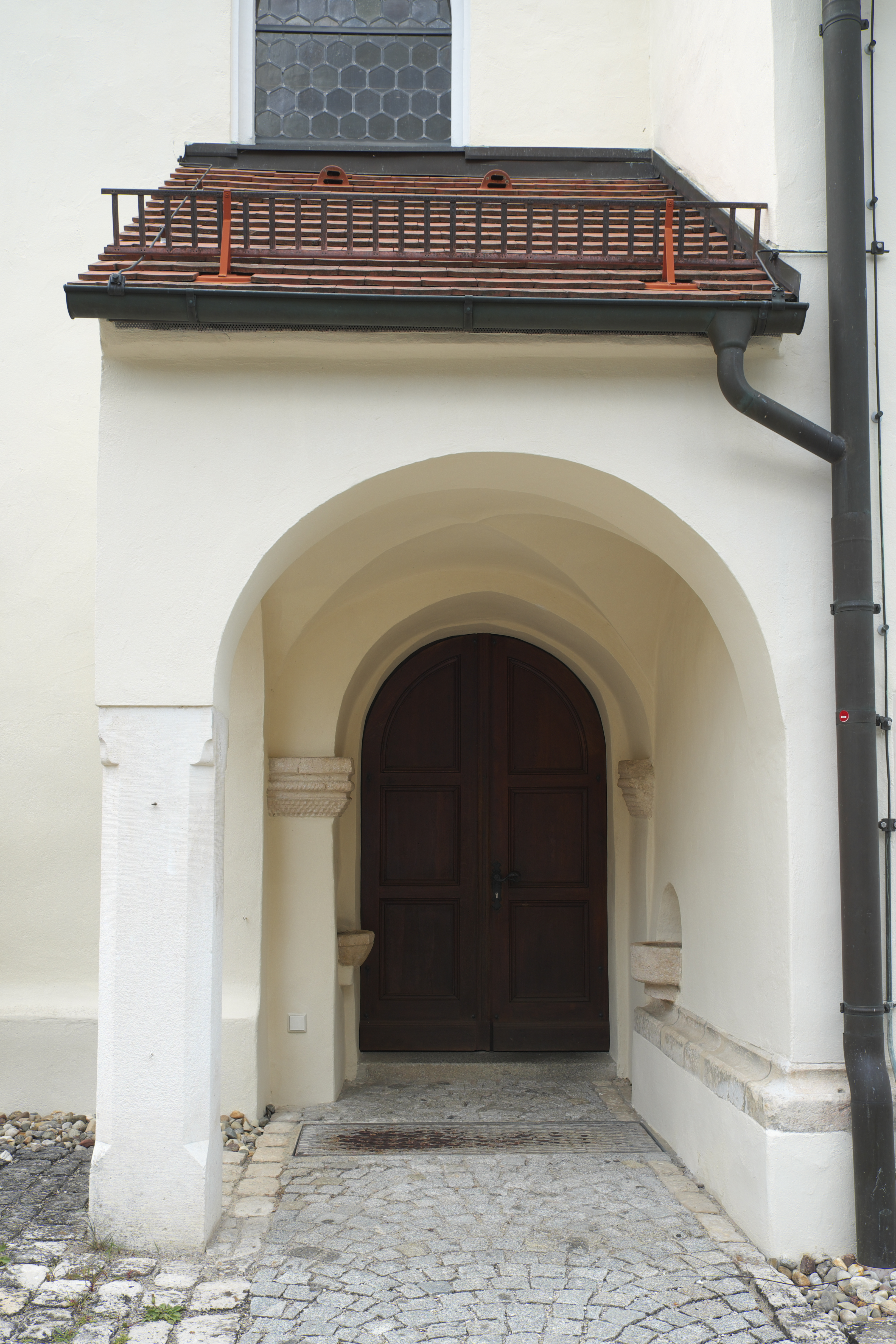
Vorzeichen mit Südportal
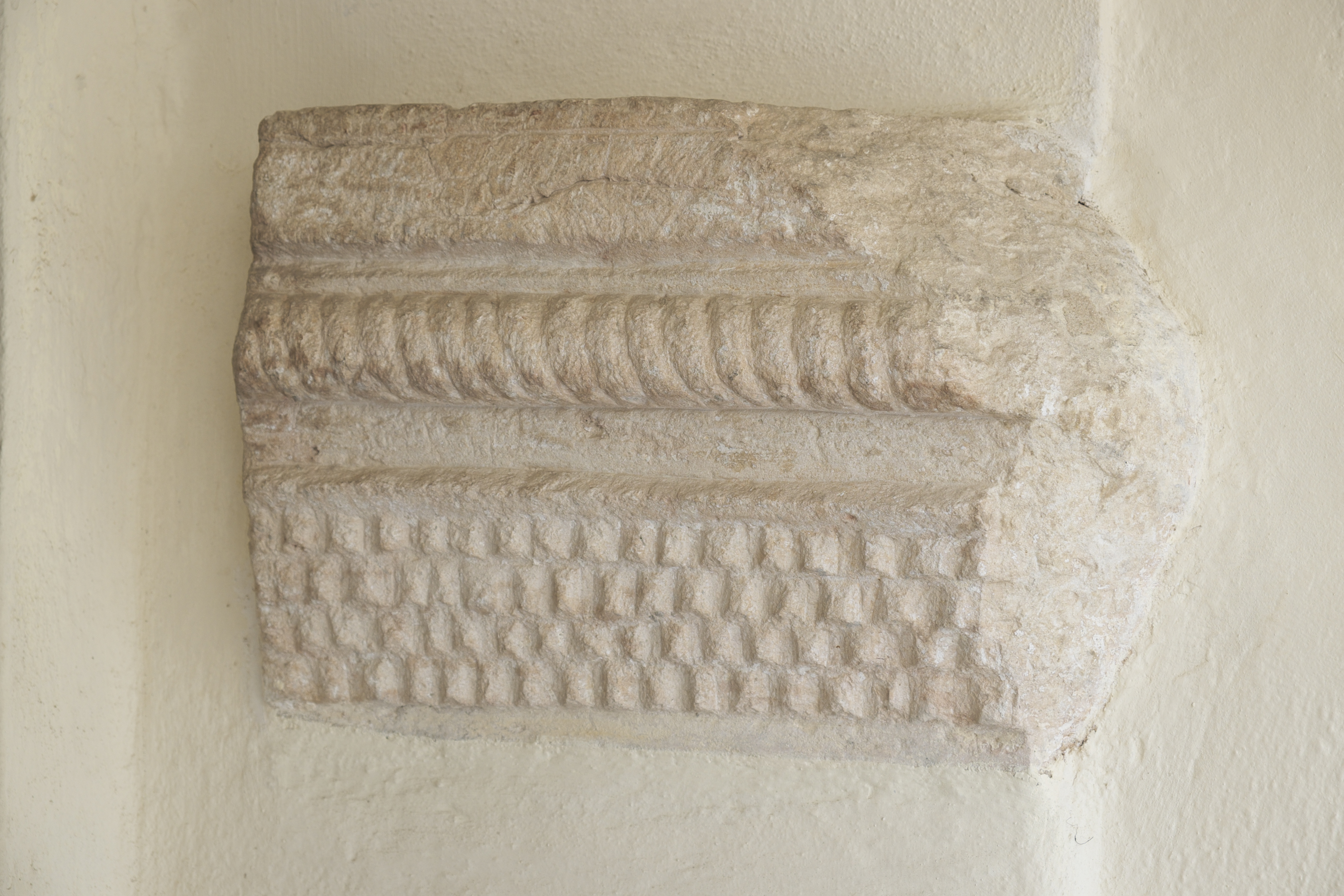
Kämpfer am Südportal
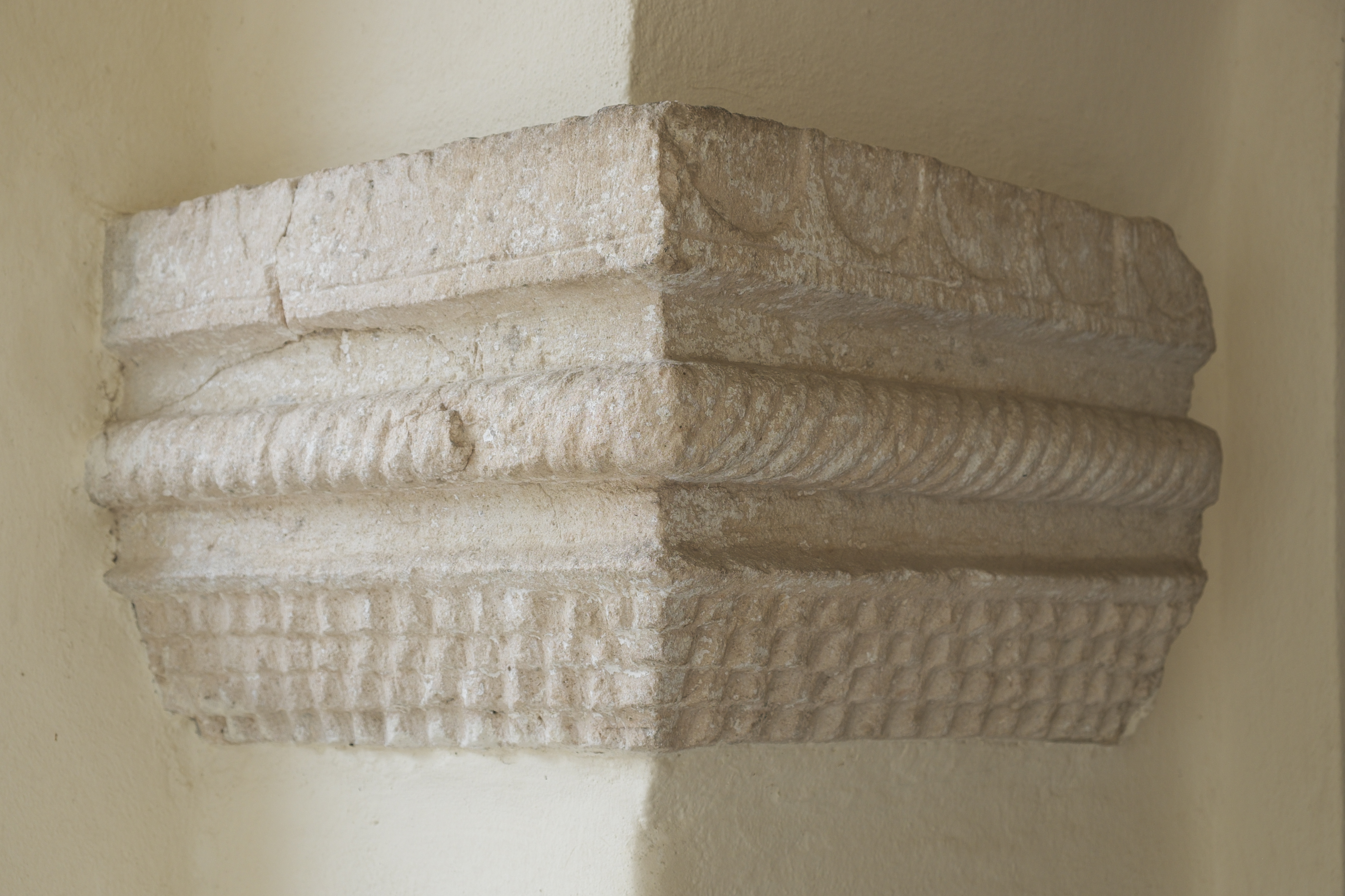
Kämpfer am Südportal

### Innenraum
Der Innenraum besteht aus einem einschiffigen, flachgedeckten Langhaus und einem eingezogenen Chor mit Fünfachtelschluss. Der Chor besitzt wie die beiden quadratischen, ebenfalls spätgotischen Seitenkapellen, die sich im Norden und im Süden an das Langhaus anschließen, ein Kreuzrippengewölbe, dessen Rippen mit Birnstab und Kehlen profiliert sind und die auf polygonalen Spitzkonsolen aufliegen. Den westlichen Abschluss des Langhauses bildet eine von Säulen getragene Empore, auf der die Orgel eingebaut ist und deren gebauchte Brüstung mit Stuckdekor verziert ist.
Über dem Chorbogen ist eine Johannisschüssel mit dem abgeschlagenen Haupt des Kirchenpatrons angebracht. Sie wird in die Mitte des 15. Jahrhunderts datiert.

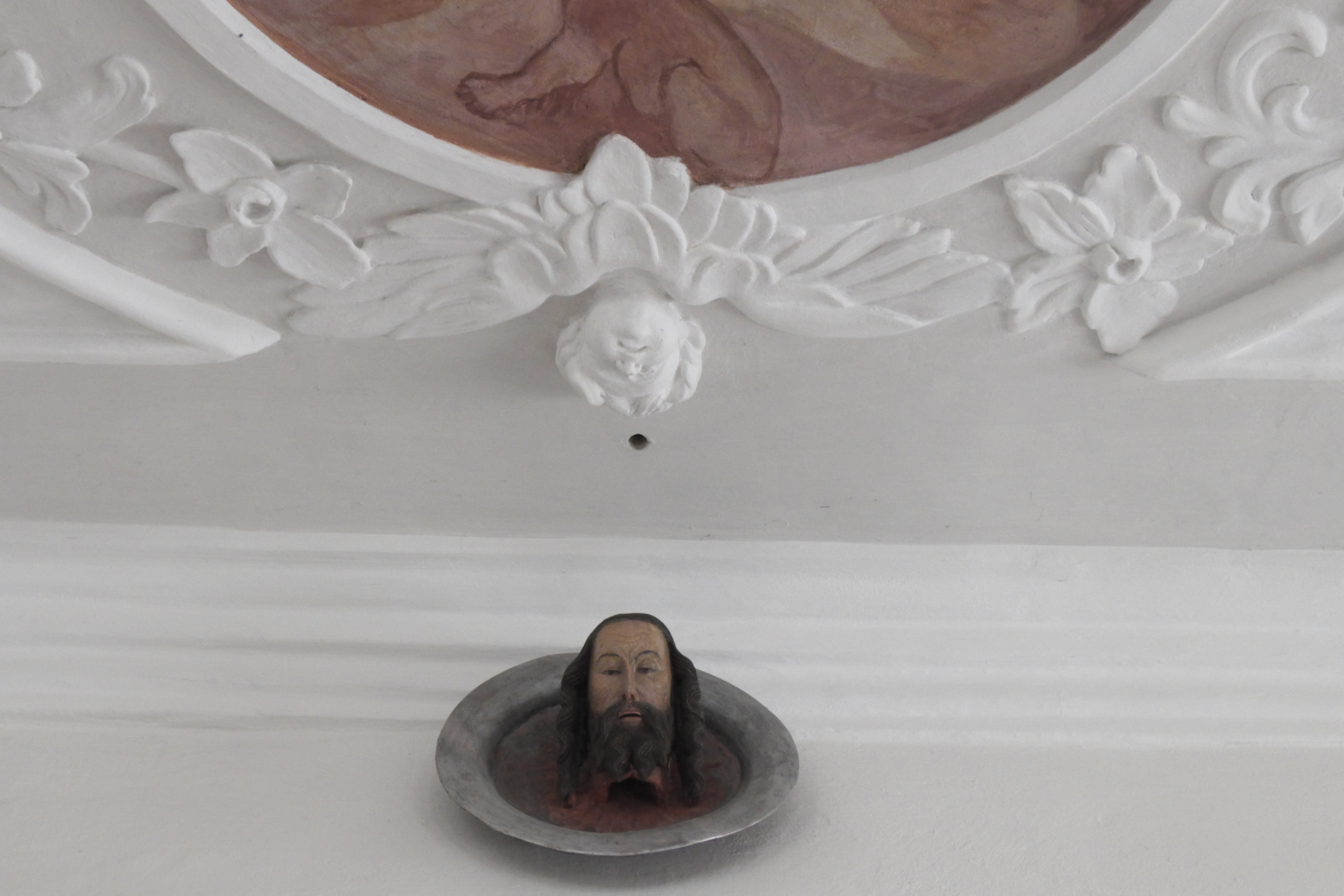
Johannesschüssel
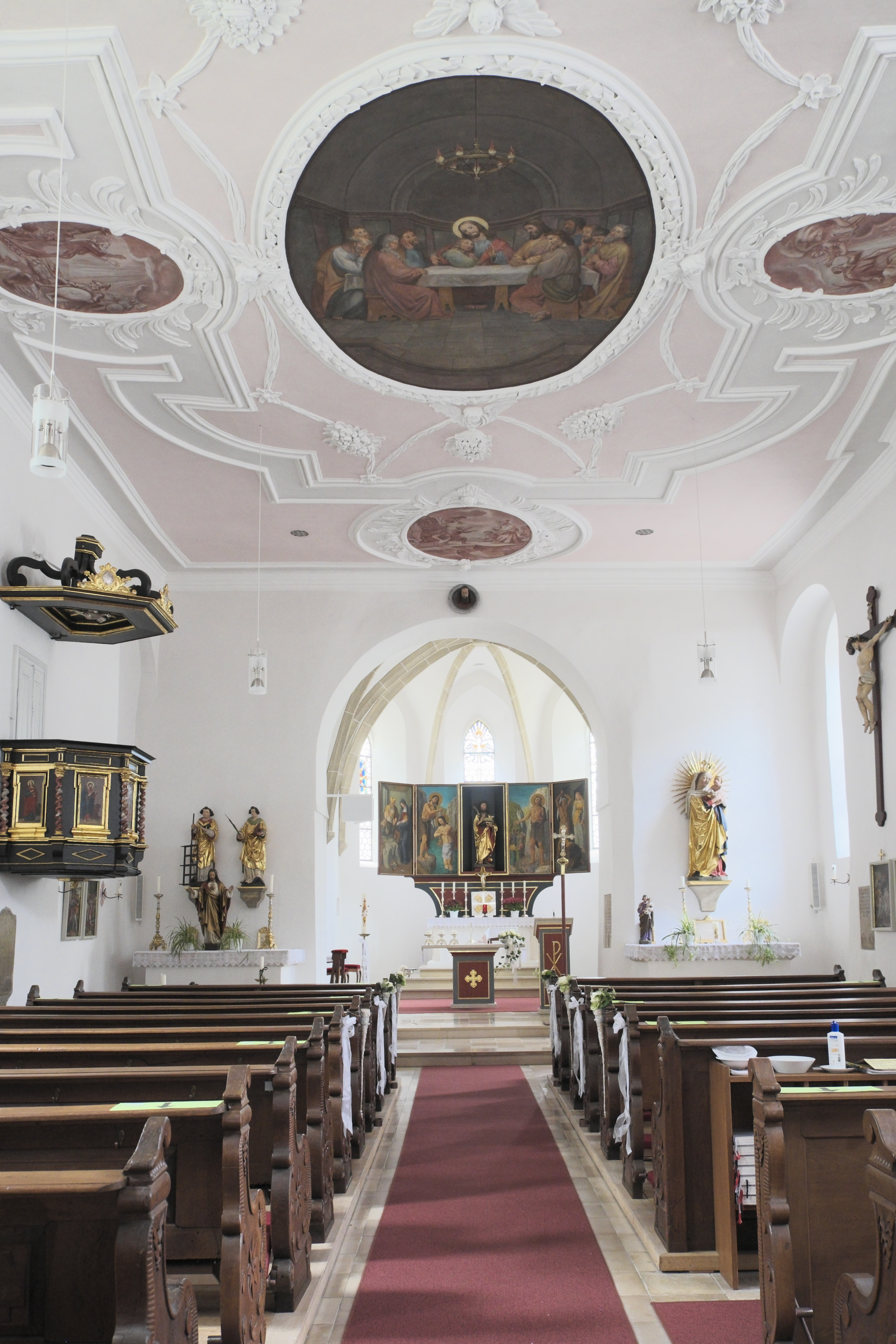
Innenansicht mit Blick zum Chor
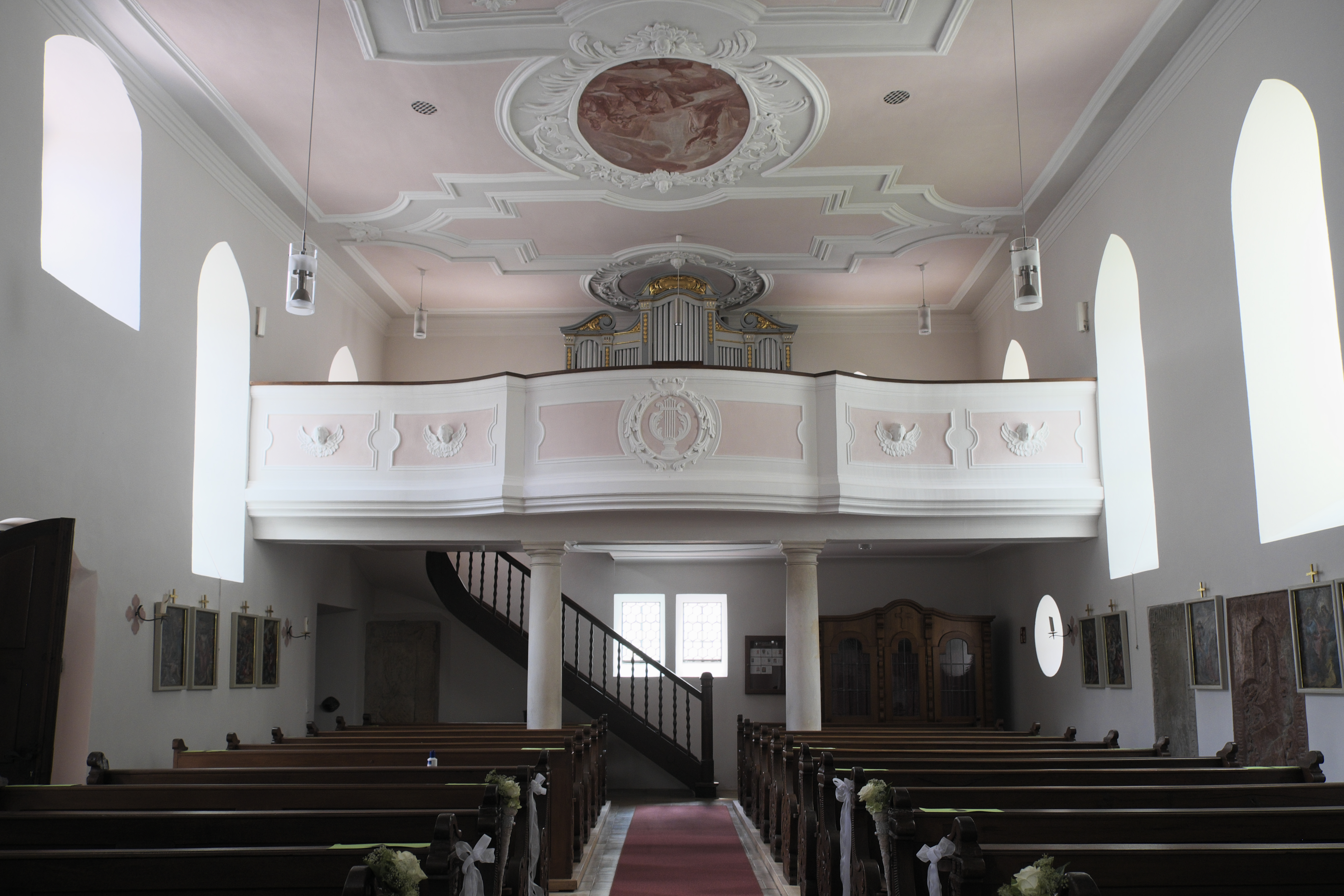
Innenansicht mit Blick zur Empore

## Stuck und Deckenmalerei
Der Stuckdekor der Langhausdecke wurde um 1700 ausgeführt. Der Rahmenstuck ist mit Engelsköpfen, Fruchtgebinden und Blattdekor kombiniert.
Die Fresken wurden in den Jahren 1911/13 von Sebastian Wirsching ausgeführt, einem Schüler des Kirchenmalers und Vertreters des Stils der Nazarener Johann von Schraudolph (1808–1879). Auf dem zentralen Deckenbild ist das letzte Abendmahl dargestellt. Die seitlichen Medaillons mit Szenen aus dem Alten Testament wie der Mannaregen, die Rückkehr der Kundschafter aus dem Land Kanaan mit der Kalebstraube und die Opferung Isaaks wurden 1962 durch Walter Scheidemantel aus Parsberg erneuert.

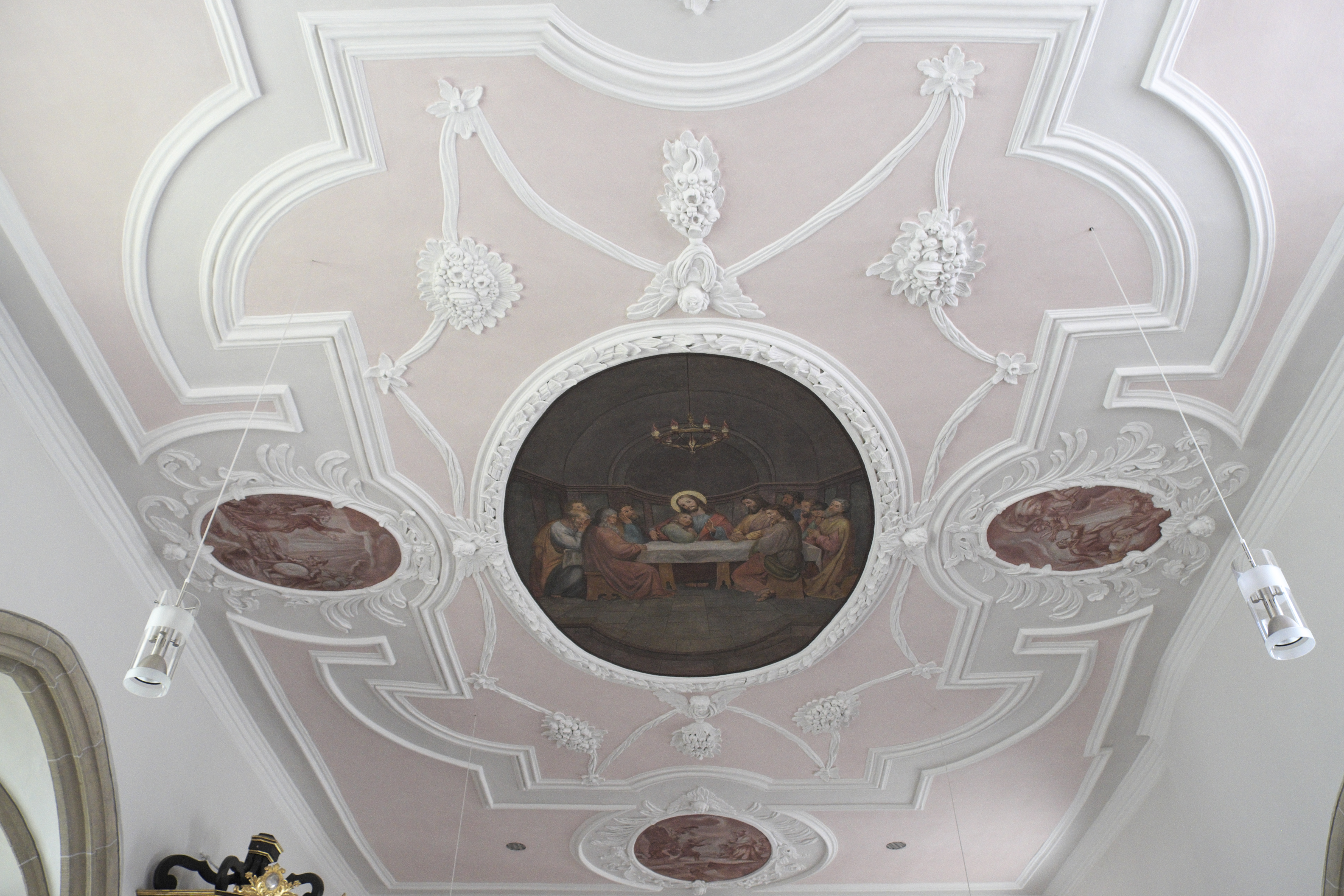
Stuckdekor und Deckenmalerei im Langhaus
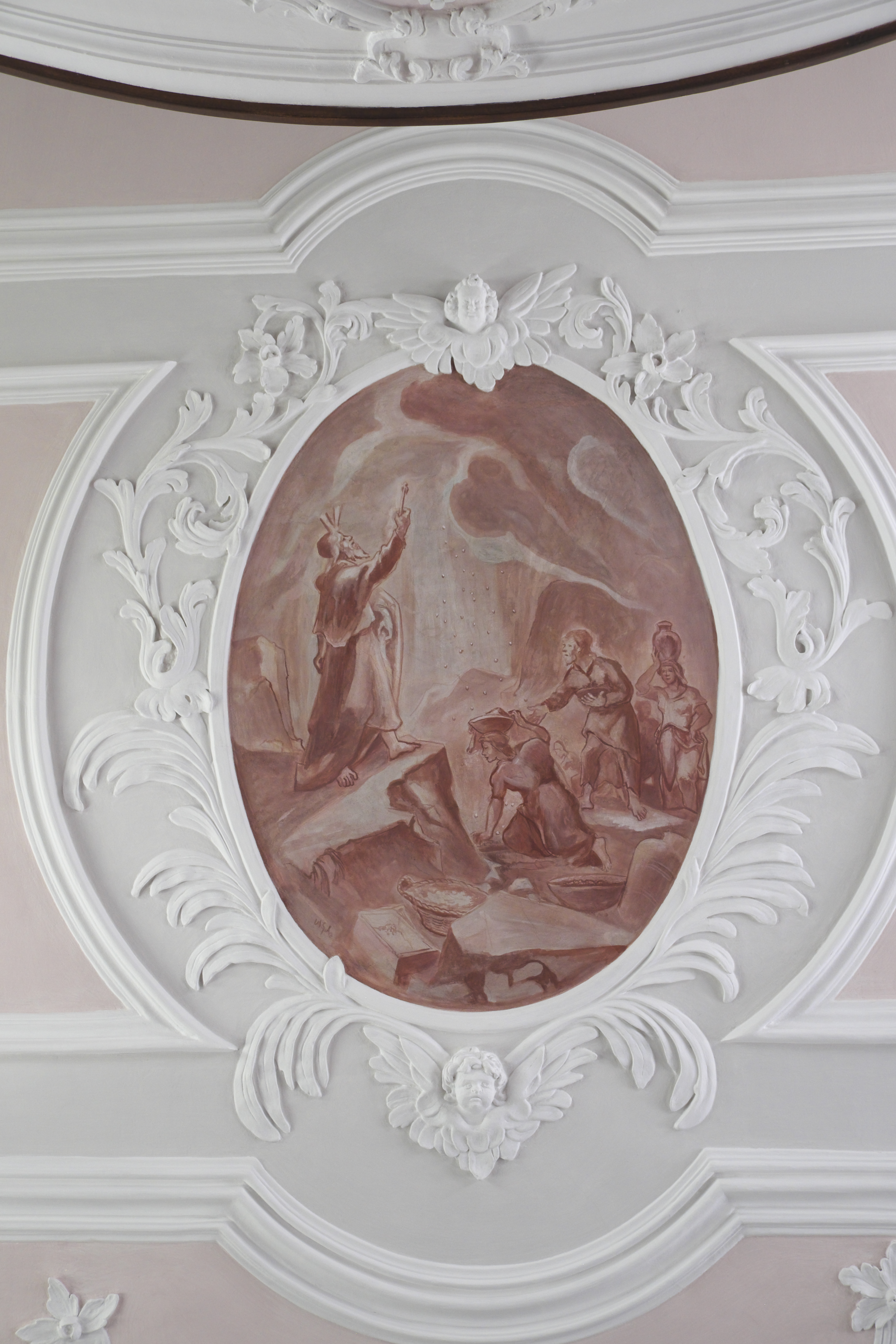
Stuckmedaillon mit Mannaregen
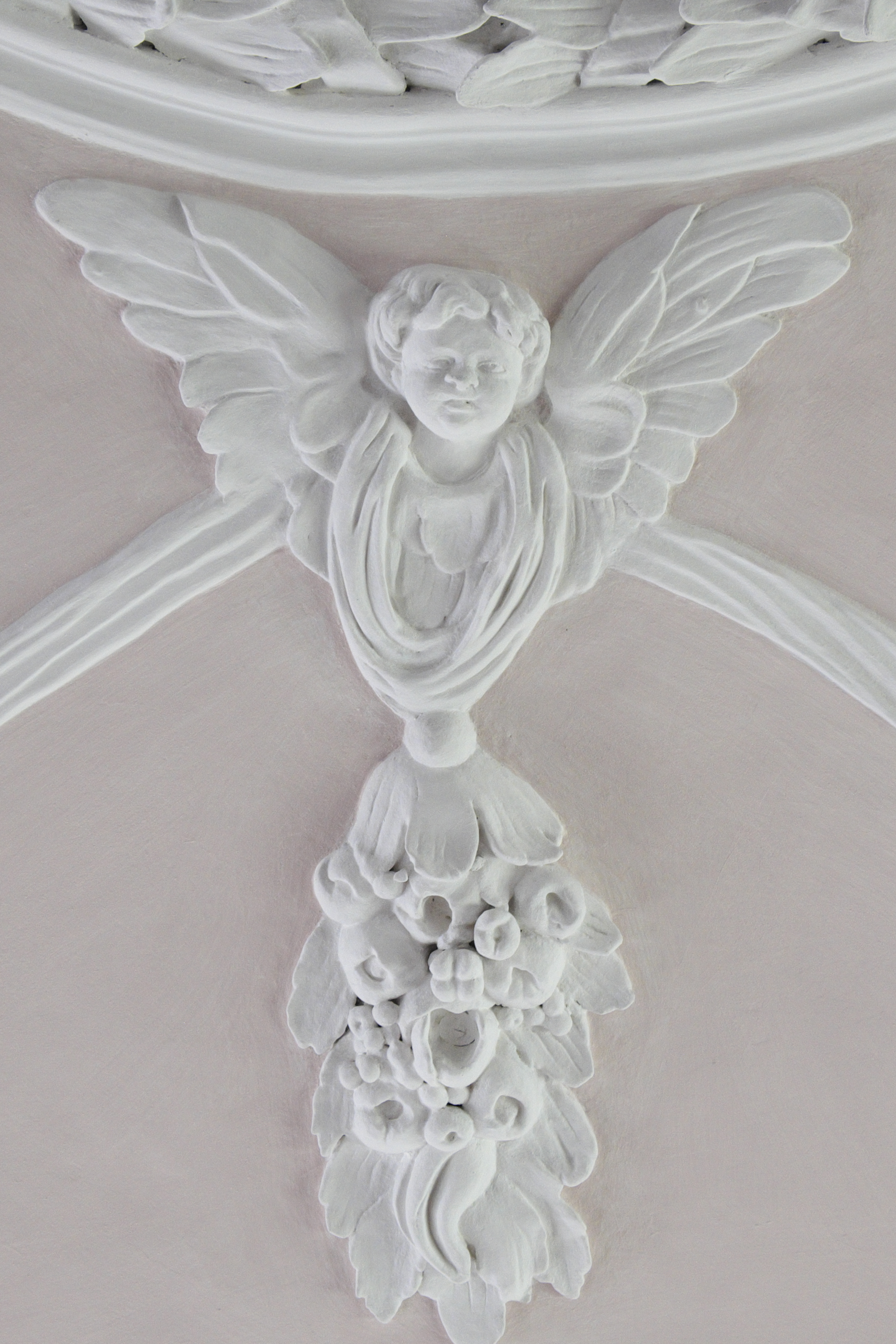
Engelskopf

## Ausstattung

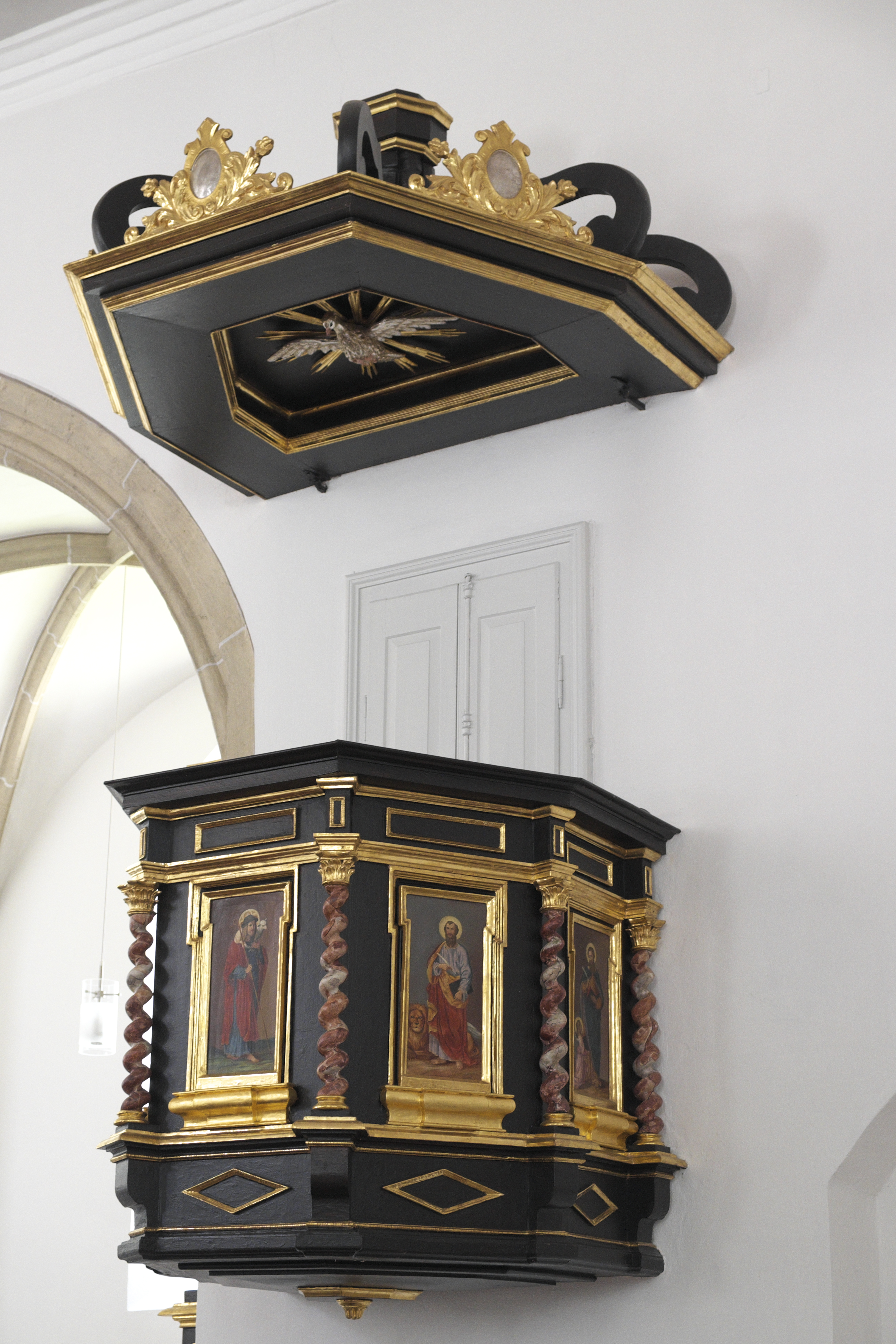
Kanzel

- Der heutige Hochaltar wurde 1960/61 angefertigt. Nur die Schnitzfigur Johannes des Täufers aus dem frühen 16. Jahrhundert wurde vom ehemaligen Choraltar  übernommen.
- Auch die beiden Tafelbilder mit der Darstellung des Apostels Johannes und Johannes des Täufers stammen aus dem frühen 16. Jahrhundert. Sie waren ursprünglich die Altarflügeln des ehemaligen Choraltars.
- Die beiden Nebenaltäre in den Seitenkapellen stammen aus der Zeit um 1700. In der Altarnische der linken Seitenkapelle ist eine Pietà untergebracht, in der Nische der rechten Seitenkapelle steht der Apostel Andreas, der durch das Andreaskreuz zu erkennen ist.
- Die holzgeschnitzte Kanzel ist ebenfalls eine Arbeit aus der Zeit um 1700. Am Kanzelkorb sind Jesus als Guter Hirte und die Evangelisten mit ihren Symbolen dargestellt.
- Die farbig gefasste Madonna mit Kind, die auf einer Konsole an der Stelle des südlichen Seitenaltars steht, ist vermutlich eine Arbeit aus der Mitte des 15. Jahrhunderts.

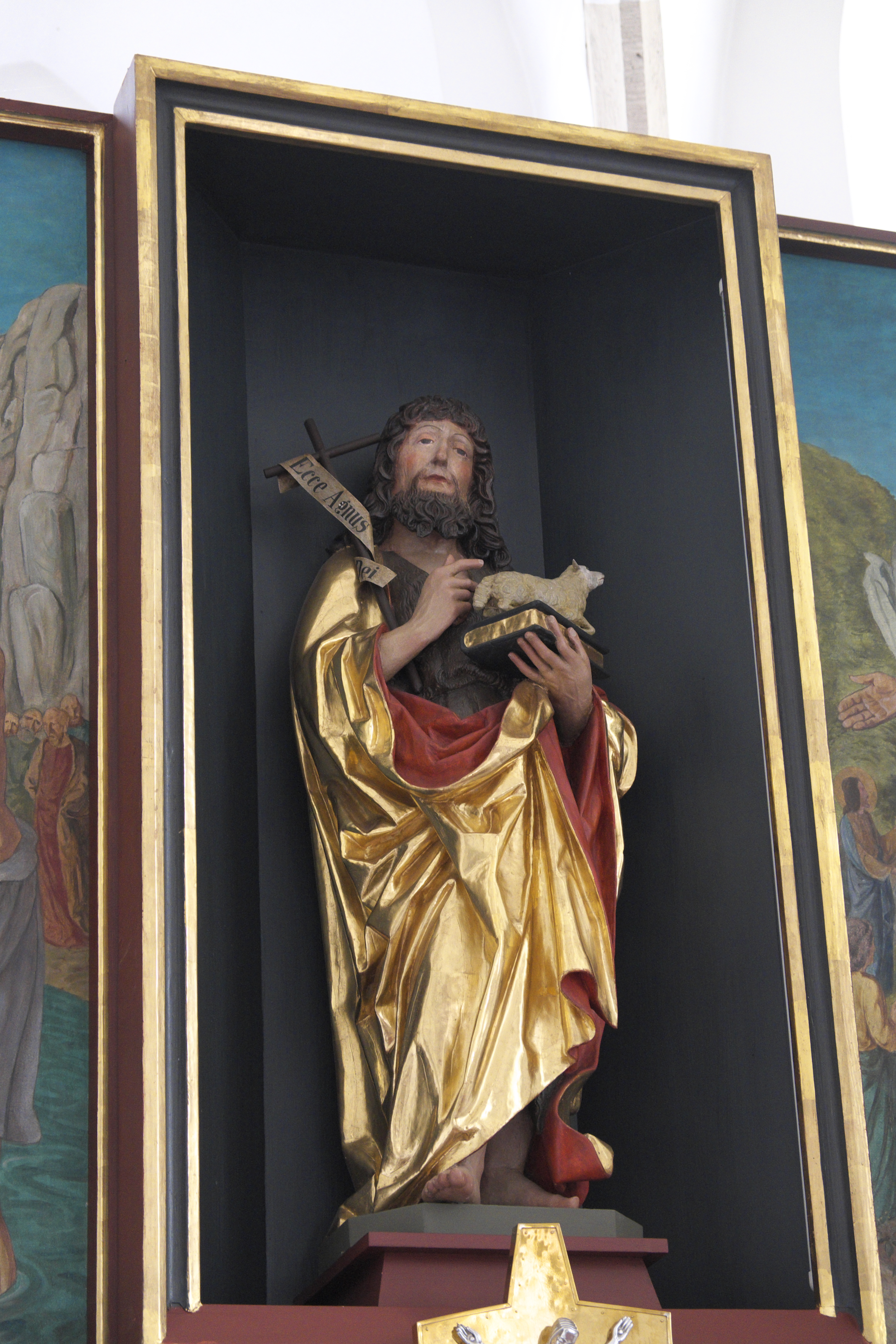
Johannes der Täufer am modernen Hochaltar
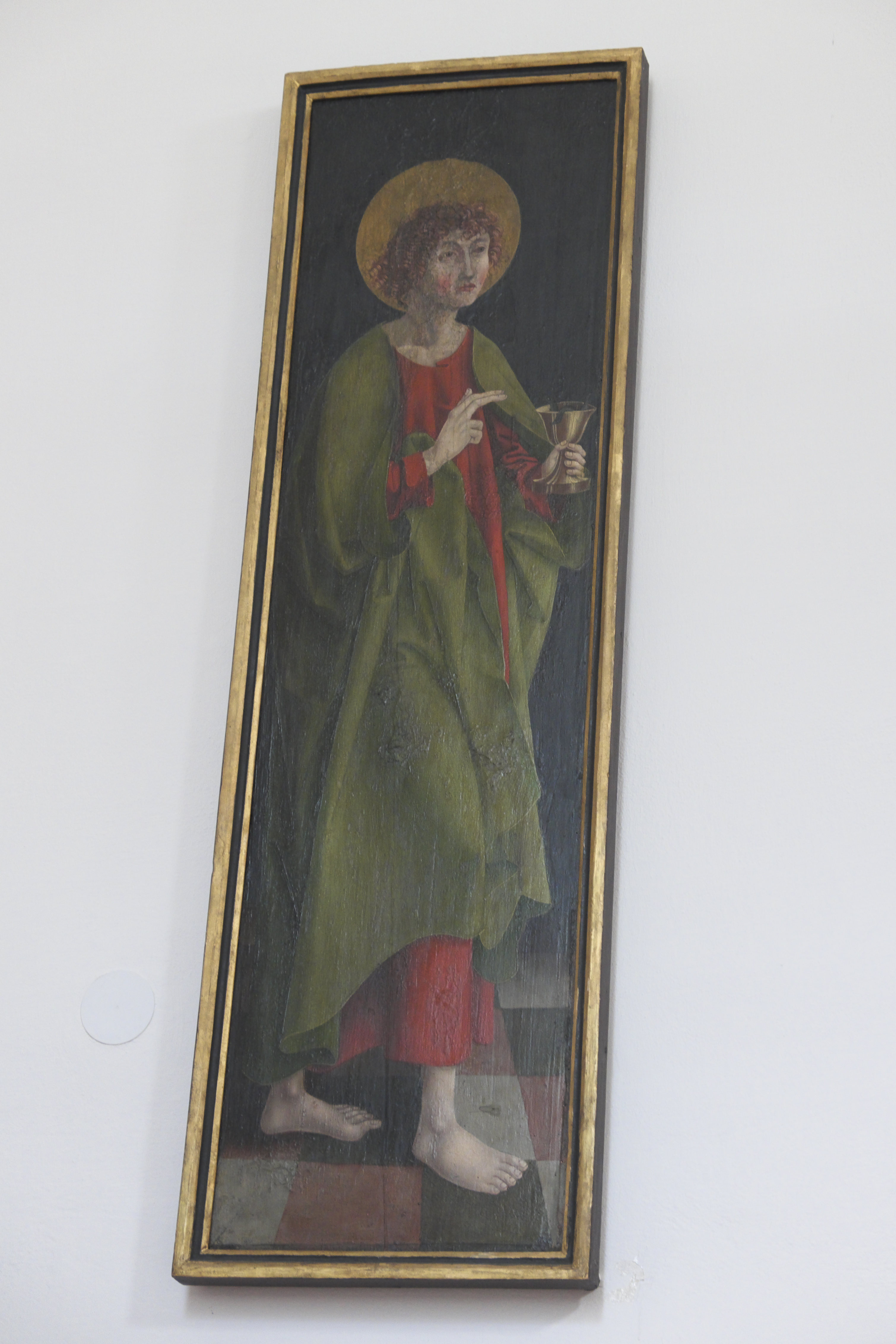
Ehemaliger Altarflügel, Apostel Johannes
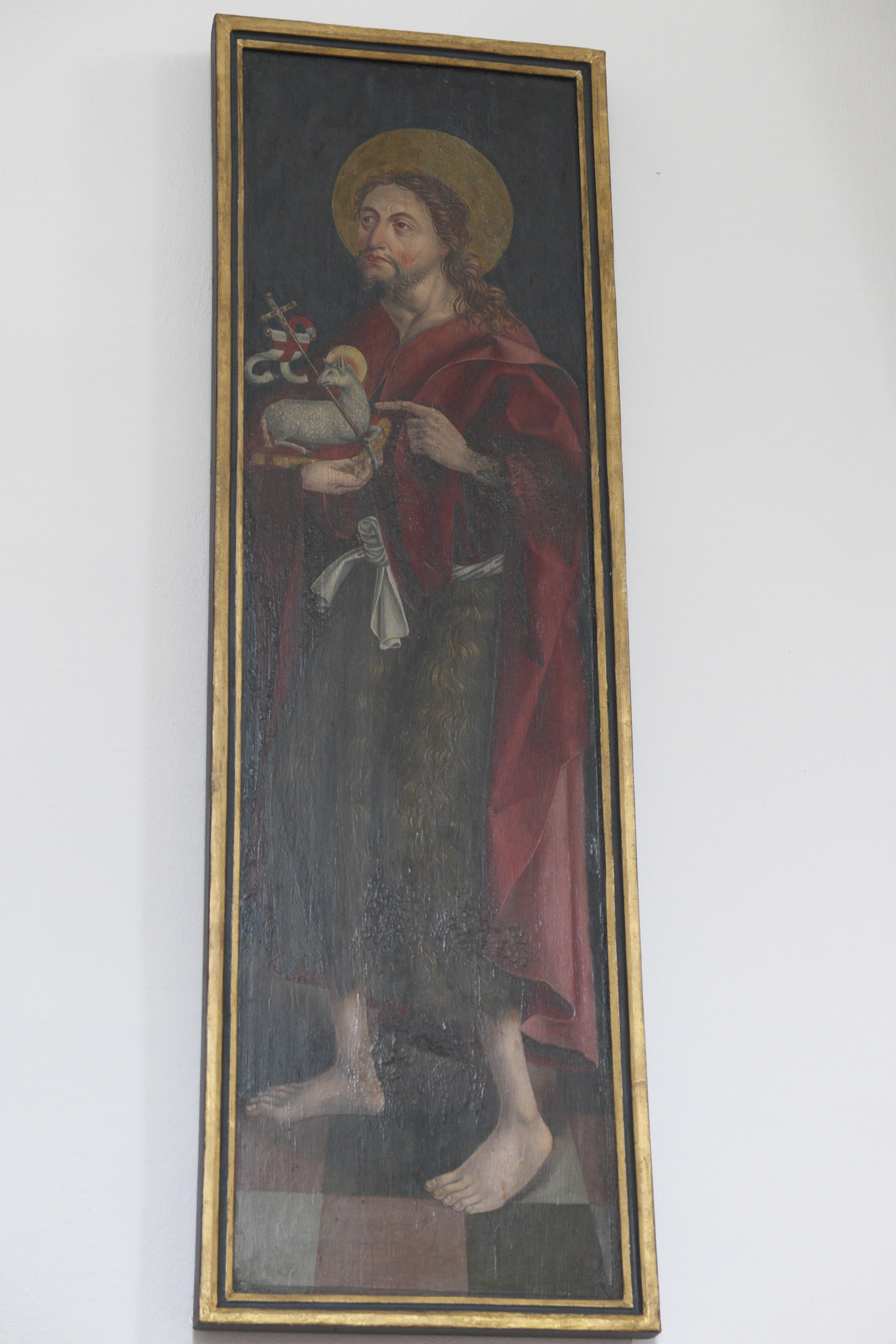
Ehemaliger Altarflügel, Johannes der Täufer
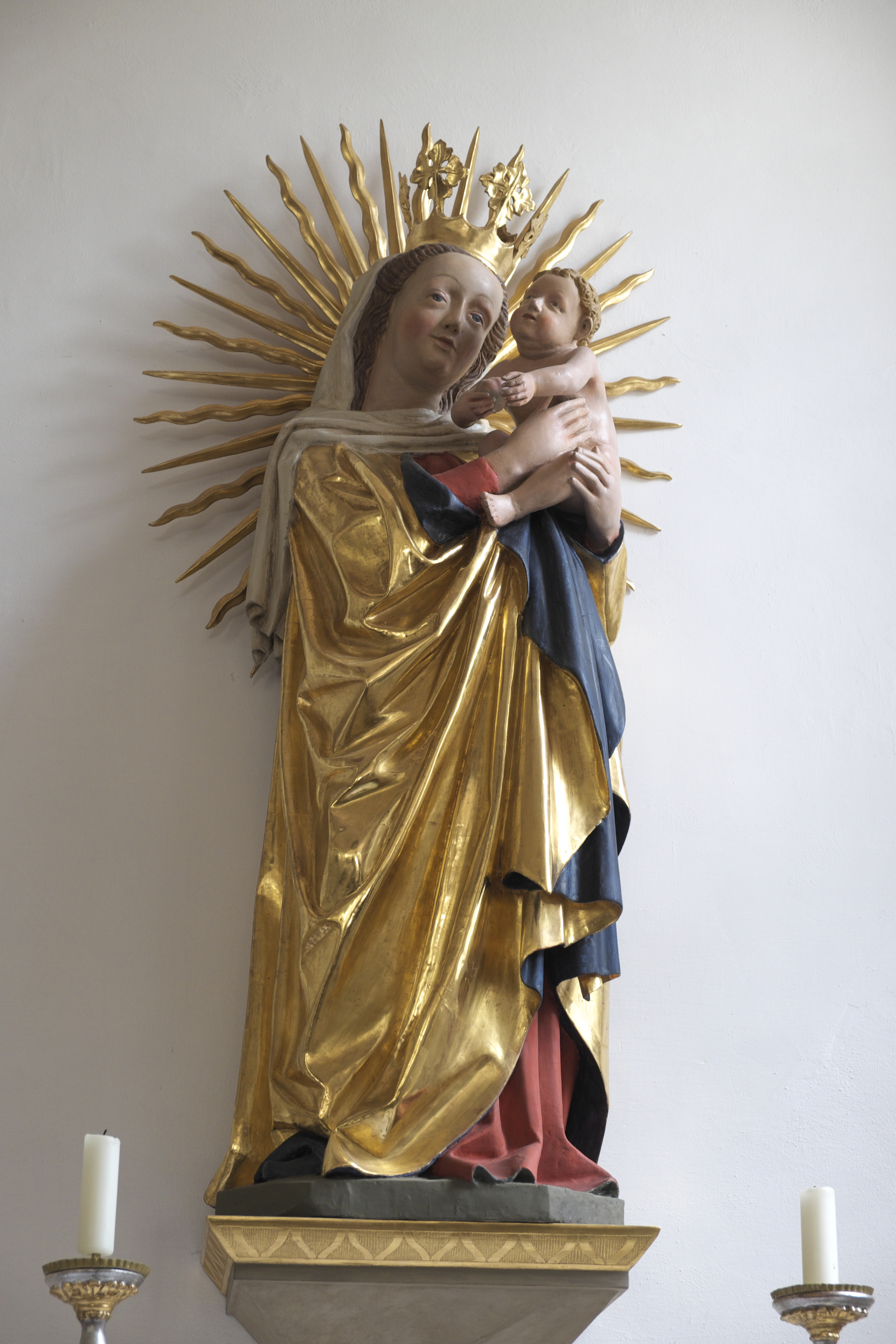
Madonna mit Kind aus dem 15. Jahrhundert

## Grabsteine und Epitaphien
In die Außenmauer sowie in die Innenwände und den Fußboden des Langhauses sind zahlreiche Grabsteine aus dem 14. bis 18. Jahrhundert eingelassen. Der Grabstein für Dietrich II. Schenk von Flügelsberg († 1347) an der Nordseite des Langhauses erinnert daran, dass die ehemalige Johanniterkirche den Schenken von Flügelsberg als Grablege diente. Der Stein weist am Rand eine lateinische Inschrift mit der Jahreszahl MCCCXLVII (1347) auf, in die Platte sind ein Kreuz und das Wappen des Verstorbenen eingemeißelt. Die Grabplatte für Dietrich III. Schenk von Flügelsberg an der Westwand des Langhauses stammt aus der zweiten Hälfte des 14. Jahrhunderts. Ein weiterer Grabstein erinnert an die im Jahr 1455 verstorbene Margarete Walrab, die Gemahlin des Rentmeisters und herzoglichen Rates Michael Walrab zu Harlanden.

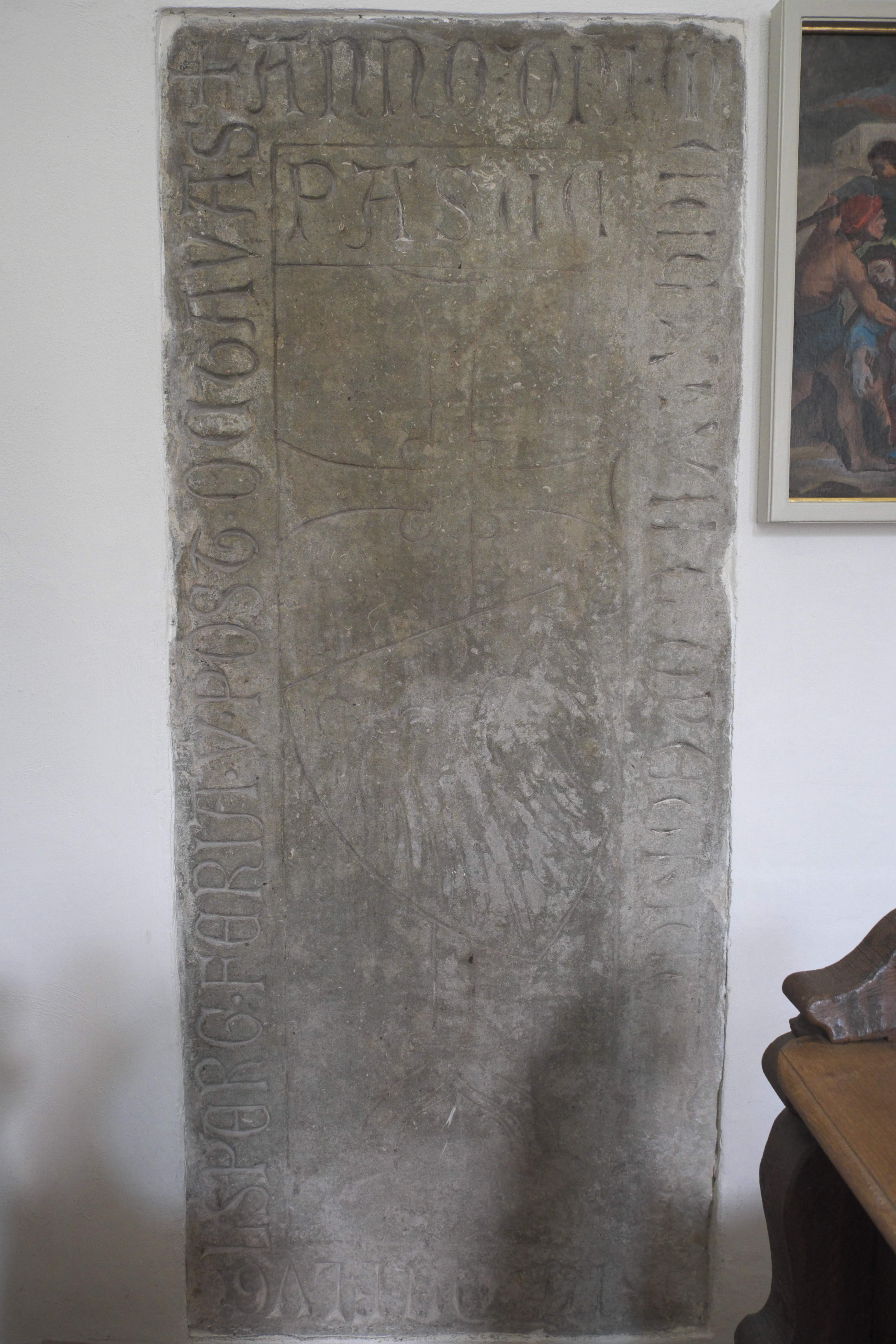
Grabstein für Dietrich II. Schenk von Flügelsberg († 1347)
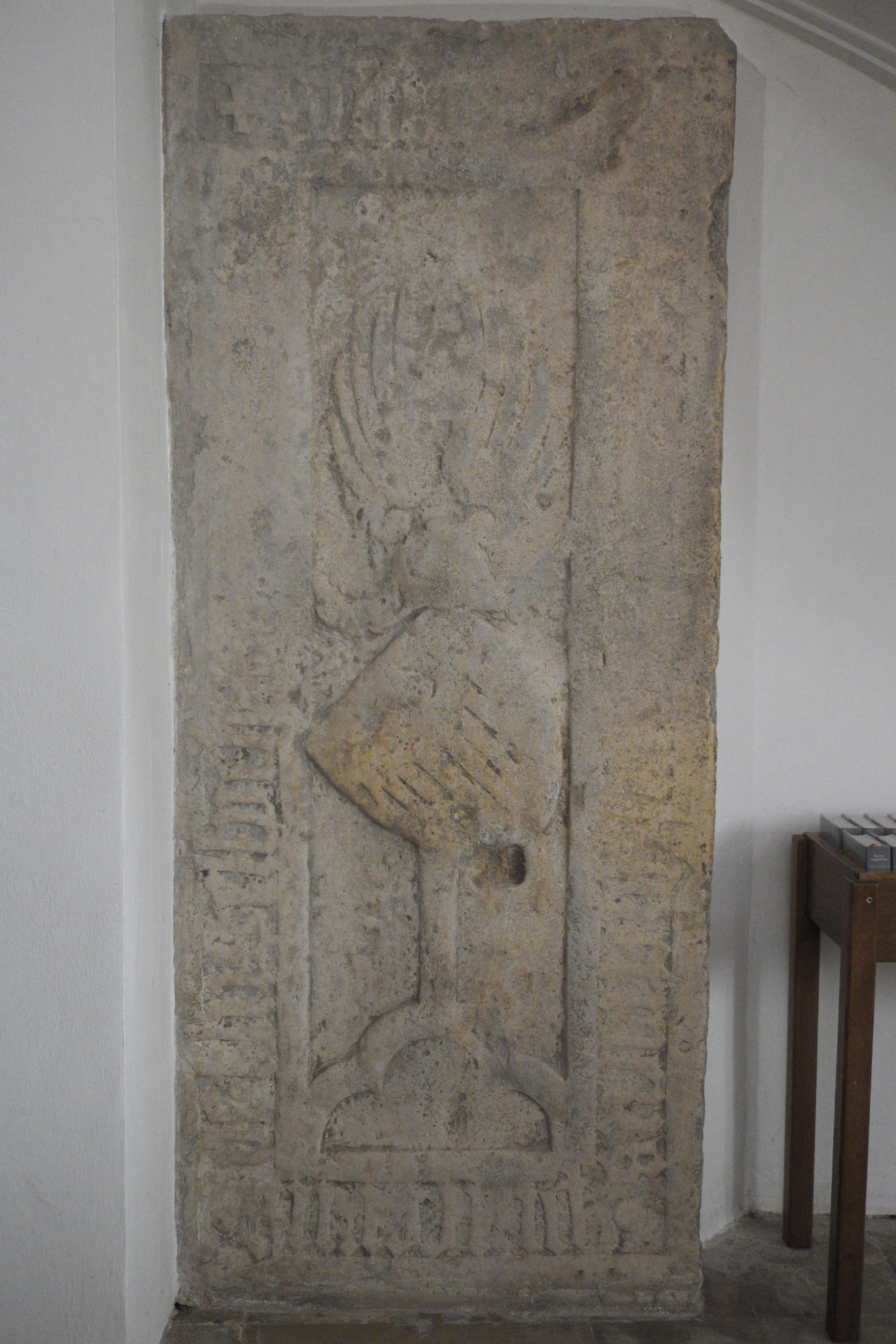
Grabstein für Dietrich III. Schenk von Flügelsberg
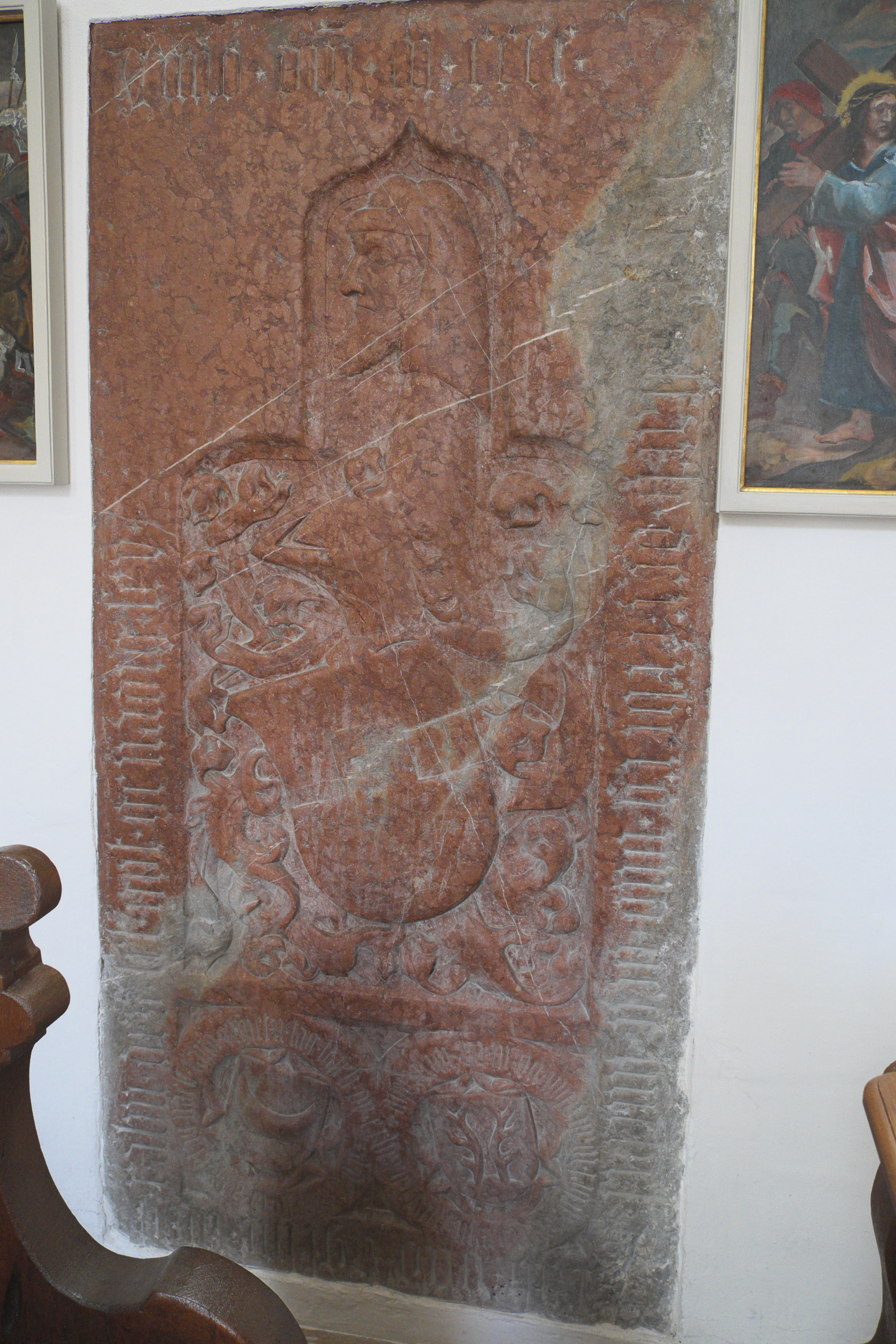
Grabstein für Margarete Walrab († 1455)